# Charentonnay
Charentonnay est une commune française située dans le département du Cher en région Centre-Val de Loire.

## Géographie

### Situation et description
La commune fait partie du canton d'Avord,.

### Climat
Pour des articles plus généraux, voir Climat du Centre-Val de Loire et Climat du Cher.
En 2010, le climat de la commune est de type climat océanique dégradé des plaines du Centre et du Nord, selon une étude du CNRS s'appuyant sur une série de données couvrant la période 1971-2000. En 2020, Météo-France publie une typologie des climats de la France métropolitaine dans laquelle la commune est exposée à un climat océanique altéré et est dans la région climatique  Centre et contreforts nord du Massif Central, caractérisée par un air sec en été et un bon ensoleillement. 
Pour la période 1971-2000, la température annuelle moyenne est de 11,3 °C, avec une amplitude thermique annuelle de 16 °C. Le cumul annuel moyen de précipitations est de 770 mm, avec 11,4 jours de précipitations en janvier et 7,6 jours en juillet. Pour la période 1991-2020, la température moyenne annuelle observée sur la station météorologique la plus proche, située sur la commune d'Étréchy à 11 km à vol d'oiseau, est de 11,5 °C et le cumul annuel moyen de précipitations est de 794,9 mm,. Pour l'avenir, les paramètres climatiques de la commune estimés pour 2050 selon différents scénarios d'émission de gaz à effet de serre sont consultables sur un site dédié publié par Météo-France en novembre 2022.

### Hydrographie
Le Chaumasson, au sud du territoire communal, est le principal cours d'eau parcourant Charentonnay.

## Urbanisme

### Typologie
Au 1er janvier 2024, Charentonnay est catégorisée commune rurale à habitat très dispersé, selon la nouvelle grille communale de densité à 7 niveaux définie par l'Insee en 2022.
Elle est située hors unité urbaine et hors attraction des villes,.

### Occupation des sols
L'occupation des sols de la commune, telle qu'elle ressort de la base de données européenne d’occupation biophysique des sols Corine Land Cover (CLC), est marquée par l'importance des territoires agricoles (92,3 % en 2018), en diminution par rapport à 1990 (97,8 %). La répartition détaillée en 2018 est la suivante : 
terres arables (84,2 %), prairies (5,8 %), milieux à végétation arbustive et/ou herbacée (5,4 %), zones agricoles hétérogènes (2,4 %), forêts (2,2 %).
L'évolution de l’occupation des sols de la commune et de ses infrastructures peut être observée sur les différentes représentations cartographiques du territoire : la carte de Cassini (XVIIIe siècle), la carte d'état-major (1820-1866) et les cartes ou photos aériennes de l'IGN pour la période actuelle (1950 à aujourd'hui).

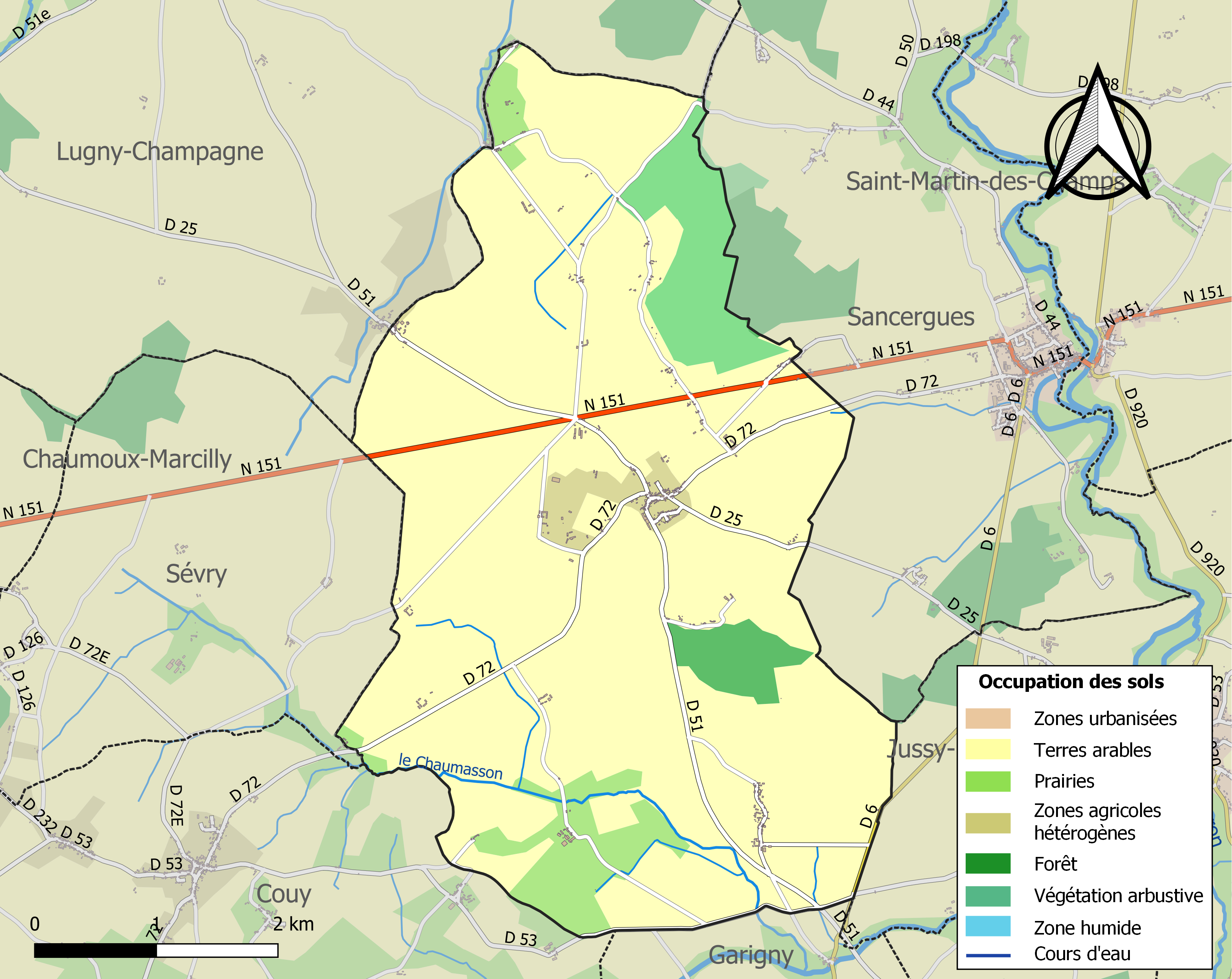
Carte des infrastructures et de l'occupation des sols de la commune en 2018 (CLC).

### Risques majeurs
Le territoire de la commune de Charentonnay est vulnérable à différents aléas naturels : météorologiques (tempête, orage, neige, grand froid, canicule ou sécheresse), mouvements de terrains et séisme (sismicité faible). Il est également exposé à un risque technologique,  le transport de matières dangereuses. Un site publié par le BRGM permet d'évaluer simplement et rapidement les risques d'un bien localisé soit par son adresse soit par le numéro de sa parcelle.

#### Risques naturels

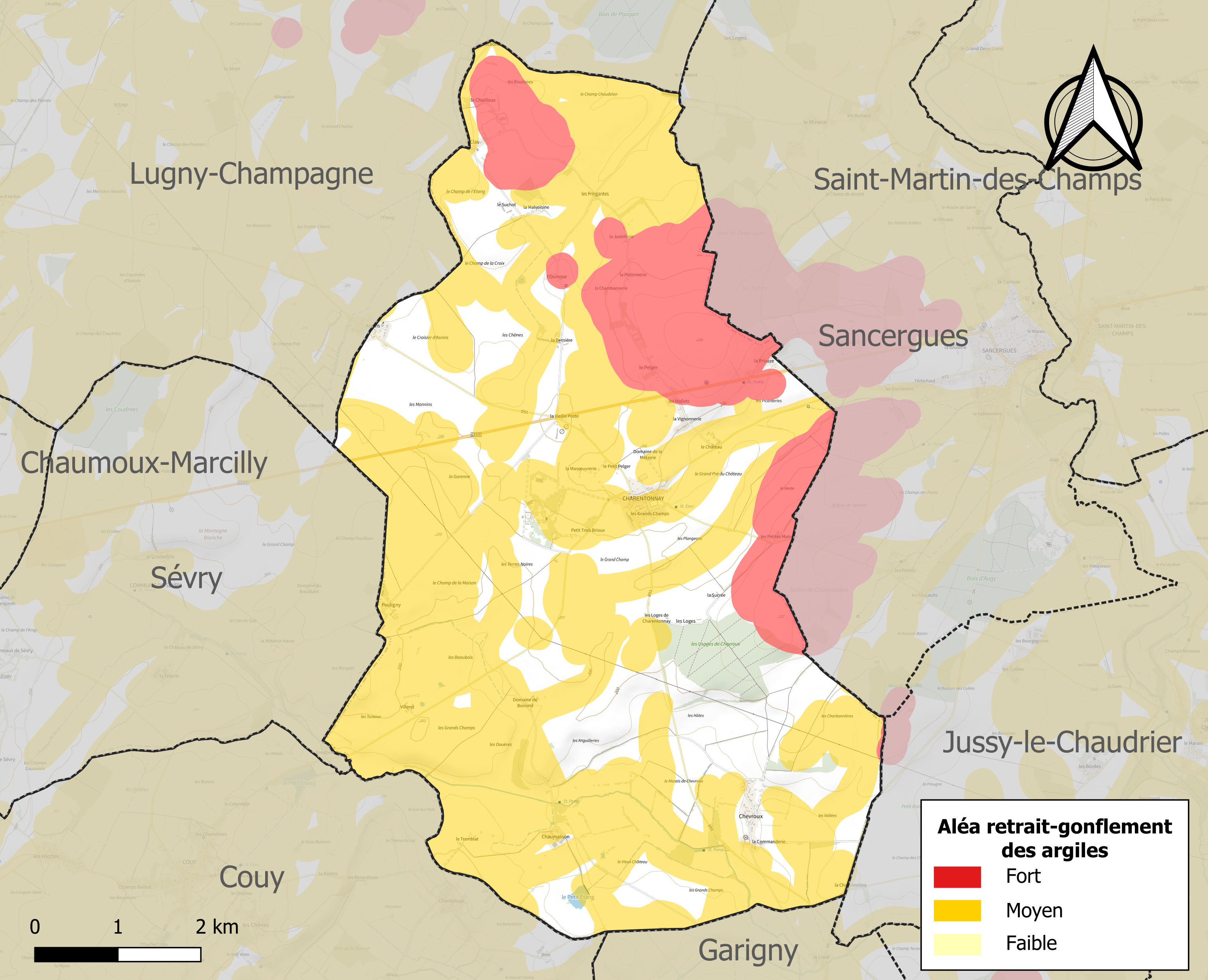
Carte des zones d'aléa retrait-gonflement des sols argileux de Charentonnay.

La commune est vulnérable au risque de mouvements de terrains constitué principalement du retrait-gonflement des sols argileux. Cet aléa est susceptible d'engendrer des dommages importants aux bâtiments en cas d’alternance de périodes de sécheresse et de pluie. 74,1 % de la superficie communale est en aléa moyen ou fort (90 % au niveau départemental et 48,5 % au niveau national). Sur les 202 bâtiments dénombrés sur la commune en 2019, 129 sont en aléa moyen ou fort, soit 64 %, à comparer aux 83 % au niveau départemental et 54 % au niveau national. Une cartographie de l'exposition du territoire national au retrait gonflement des sols argileux est disponible sur le site du BRGM,.
Concernant les mouvements de terrains, la commune a été reconnue en état de catastrophe naturelle au titre des dommages causés par la sécheresse en 2018 et par des mouvements de terrain en 1999.

#### Risques technologiques
Le risque de transport de matières dangereuses sur la commune est lié à sa traversée par des infrastructures routières ou ferroviaires importantes ou la présence d'une canalisation de transport d'hydrocarbures. Un accident se produisant sur de telles infrastructures est en effet susceptible d’avoir des effets graves au bâti ou aux personnes jusqu’à 350 m, selon la nature du matériau transporté. Des dispositions d’urbanisme peuvent être préconisées en conséquence.

## Histoire
Au moment de l'effondrement de la république espagnole, qui provoque la Retirada, d’importantes arrivées de réfugiés espagnols ont lieu. Entre le 30 janvier et le 9 février 1939, 3 002 réfugiés espagnols fuyant devant les troupes de Franco, arrivent dans le Cher,. Ils sont acheminés en quatre convois à la gare de Bourges. Le château des Trois-Brioux est prêté par la commune de Vierzon (qui s’en servait comme colonie de vacances),.
Les réfugiés sont essentiellement des femmes et des enfants, sont soumis à une quarantaine stricte, du fait des risques d’épidémie Le courrier est limité, le ravitaillement, s'il est peu varié et cuisiné à la française, est cependant assuré. Au printemps et à l'été, les réfugiés sont regroupés au camp de Châteaufer (commune de Bruère-Allichamps).

## Politique et administration

### Liste des maires
| Période        | Période                | Identité                            | Étiquette | Qualité                                                           |
| -------------- | ---------------------- | ----------------------------------- | --------- | ----------------------------------------------------------------- |
| germinal an II | 1810                   | Jean Baptiste Cullon de Troisbrioux |           |                                                                   |
| janvier 1810   | mai 1810               | Silvain Bessonnat                   |           | adjoint municipal                                                 |
| 1810           | 1843                   | Armand Louis Cullon de Troisbrioux  |           |                                                                   |
| 1844           | 1848                   | François Mulon                      |           |                                                                   |
| 1848           | 1850                   | Pierre Jacques Jobiniot             |           |                                                                   |
| 1850           | 1865                   | Jean Mulon                          |           |                                                                   |
| 1865           | 1903                   | Hilaire Adolphe Chenu               |           |                                                                   |
| 1903           | 1925                   | François Priot                      |           |                                                                   |
| 1925           | 1936                   | Albert Massicot                     |           |                                                                   |
| 1936           | 1938                   | Célesten Chevalier                  |           |                                                                   |
| 1938           | juillet 1941 (révoqué) | Antoine Paturel                     | ?         | Révoqué par le Gouvernement de Vichy                              |
| 1941           | 1945                   | Auguste Dubois                      |           |                                                                   |
| 1945           | 1947                   | Isidore Bienvenu                    |           |                                                                   |
| 1947           | 1953                   | Edmond Ratillon                     |           |                                                                   |
| 1953           | 1959                   | Pierre Jamet                        |           | Agriculteur                                                       |
| 1959           | 1962                   | Auguste Gitton                      |           | Agriculteur                                                       |
| 1962           | 1971                   | Albert Chicon                       |           | Transporteur                                                      |
| 1971           | 1995                   | Jean-Pierre Colin                   |           | Agriculteur                                                       |
| 1995           | septembre 2015         | Gérard Massay                       | DVD       | Agriculteur                                                       |
| septembre 2015 | en cours               | Thierry Duprez,                     |           | Ouvrier qualifié de la manutention, du magasinage et du transport |

### Politique environnementale
Dans son palmarès 2016, le Conseil National des Villes et Villages Fleuris de France a attribué deux fleurs à la commune au Concours des villes et villages fleuris.

### la Mairie: politique administrative
La secrétaire  de mairie se nomme Catherine Tragin. Il y a 11 conseillers municipaux, élus au suffrage universel par les habitants de la commune. Les conseillers municipaux élisent 1 maire et 2 adjoints qui reçoivent une indemnité  de fonction pour ce rôle. Il y a 5 employés communaux, 2 à temps complet et 3 à temps partiel.
La mairie est compétente dans divers domaines : 
- Carte nationale d’identité (délai  de 2 à 3 semaines)
- Urbanisme;Le permis de construire
- Inscription sur la liste électorale
- Mariage
- Baptême civil
- Déclaration de naissance
- Reconnaissance d’un enfant avant ou après la naissance
- Déclaration de décès
- Recensement  militaire
- Déclaration des chiens de 1re ou de 2e catégorie
- Pour le passeport biométrique (délai 2 à 3 semaines), les demandes peuvent être déposées auprès d’une mairie équipée du matériel adéquat (Sancergues, la Charité sur Loire)
- Pour les cartes grises, seule la Préfecture peut la délivrer.
- Concours départemental des maisons fleuries, inscription à partir du 1er juin 2017
- Coupes de taillis : inscription avant le 15 octobre 2017

## Démographie
L'évolution du nombre d'habitants est connue à travers les recensements de la population effectués dans la commune depuis 1793. Pour les communes de moins de 10 000 habitants, une enquête de recensement portant sur toute la population est réalisée tous les cinq ans, les populations de référence des années intermédiaires étant quant à elles estimées par interpolation ou extrapolation. Pour la commune, le premier recensement exhaustif entrant dans le cadre du nouveau dispositif a été réalisé en 2004.

En 2022, la commune comptait 287 habitants, en stagnation par rapport à 2016 (Cher : −2,48 %, France hors Mayotte : +2,11 %).
| 1793 | 1800 | 1806 | 1821 | 1831 | 1836 | 1841 | 1846 | 1851 |
| ---- | ---- | ---- | ---- | ---- | ---- | ---- | ---- | ---- |
| 675  | 658  | 566  | 666  | 656  | 720  | 714  | 720  | 803  |

| 1856 | 1861 | 1866 | 1872 | 1876 | 1881 | 1886 | 1891 | 1896 |
| ---- | ---- | ---- | ---- | ---- | ---- | ---- | ---- | ---- |
| 827  | 848  | 857  | 817  | 865  | 827  | 792  | 778  | 754  |

| 1901 | 1906 | 1911 | 1921 | 1926 | 1931 | 1936 | 1946 | 1954 |
| ---- | ---- | ---- | ---- | ---- | ---- | ---- | ---- | ---- |
| 693  | 652  | 628  | 585  | 525  | 490  | 479  | 502  | 449  |

| 1962 | 1968 | 1975 | 1982 | 1990 | 1999 | 2004 | 2006 | 2009 |
| ---- | ---- | ---- | ---- | ---- | ---- | ---- | ---- | ---- |
| 396  | 381  | 313  | 317  | 329  | 314  | 342  | 335  | 321  |

| 2014 | 2019 | 2022 | - | - | - | - | - | - |
| ---- | ---- | ---- | - | - | - | - | - | - |
| 296  | 293  | 287  | - | - | - | - | - | - |

## Économie

### Les commerces en 1970
- Boulangerie et café dans la maison Lacour tenu par Mr et Mme Delaisse
- Epicerie dans la maison Delclos tenu par Mr Tarrery
- Café et restaurant dans le café actuel tenu par Mme Valaire
- Café dans la maison Mainguet tenu par Mme Boyeau
- Café, pompes à essence, mécanique agricole, forgeron dans la maison Sirot tenu par Mr et Mme Sirot
- Café dans la maison Chauveau tenu par Mme Charpentier, Mr et Mme Gaillard
- Menuiserie dans le café actuel tenu par Mr Valaire
- Menuiserie dans la maison Mainguet tenu par Mr Boyeau
- Cordonnier dans la maison André tenu par Mr Ferry
- Bourrelier, Matelassier dans la maison Maggini tenu par Mr et Mme Lavot
- Forgeron et Maréchal-ferrant dans la maison Leclerc tenu par Mr Leclerc
- Couturière dans la maison Michel tenu par Mme Dugenne
- Gérante de cabine téléphonique dans la maison Leclerc tenu par Mme Leclerc

## Culture et patrimoine

### Lieux et monuments

#### L'église Saint-Pierre
L’histoire du village est liée à celle de la seigneurie de Charentonnay. L’un des premiers seigneurs connus appartient à la famille Troussebois. Au début du XVe siècle, par son mariage avec Guyonne Troussebois, Jean Chenu, orfèvre du duc Jean de Berry, devient  Seigneur  de Charentonnay. Le fief dépend féodalement de Sancergues, alors que dans la même paroisse, le fief de Chaumasson relève de Précy, qui dépend de Sancerre. Aux XIXe  et  XXe siècles, l’agriculture constitue l’essentiel de l’activité économique de la commune.
La partie orientale de cette église dont la nef parait dater du XIIIe siècle est reconstruite au XVIe siècle. Pendant les guerres de religion les voûtes en bois furent sérieusement endommagées puis réparées en 1610.
La nef est accostée de deux chapelles.Celle du Nord est affectée au Seigneur de Charentonnay et celle du Sud au Seigneur de Trisbrioux. Le clocher surmonté d’une flèche aiguë est dressé au-dessus de la travée du chœur qui est accolée à la nef.

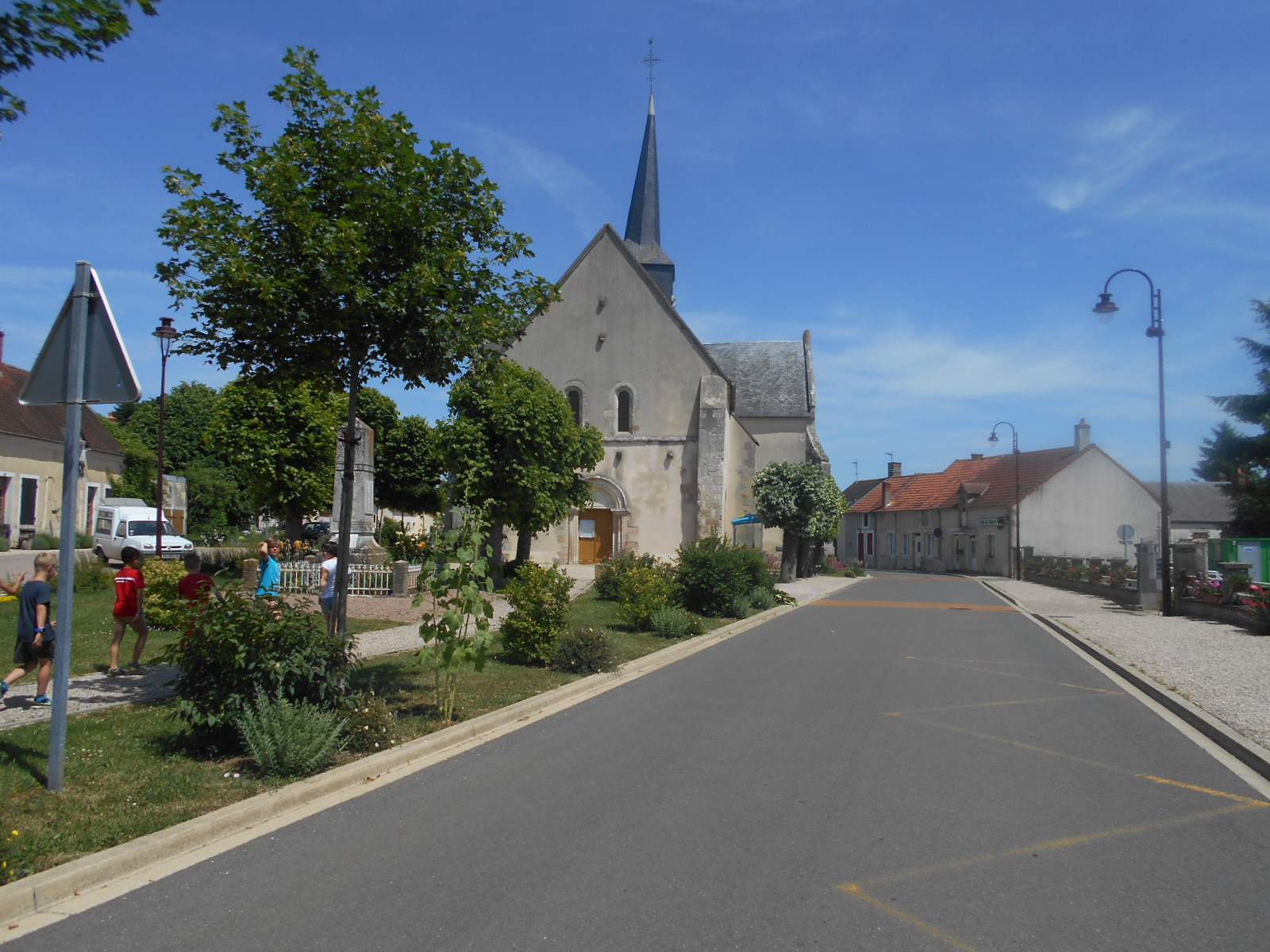
Eglise de Charentonnay
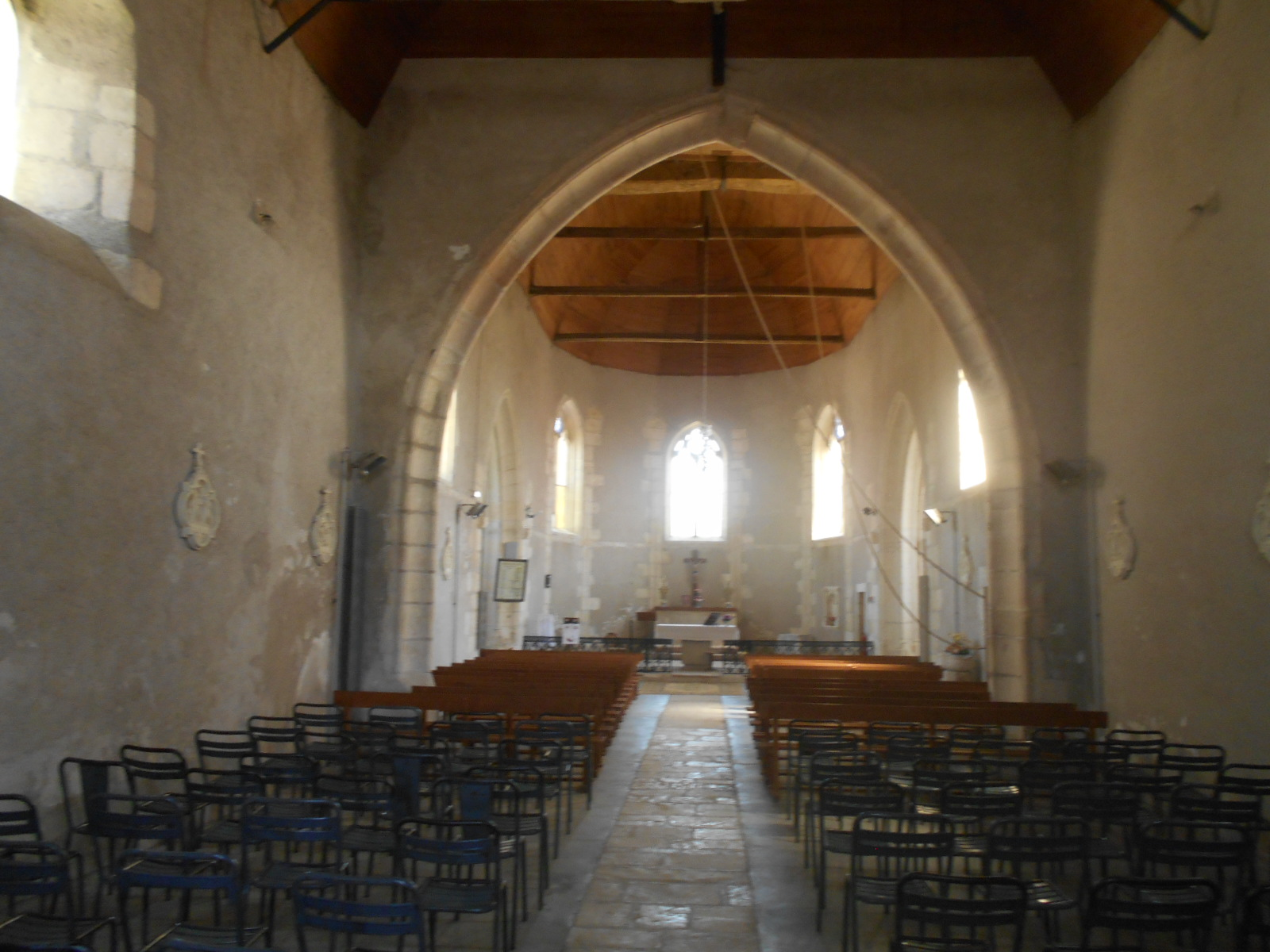
Nef de l'Eglise de Charentonnay
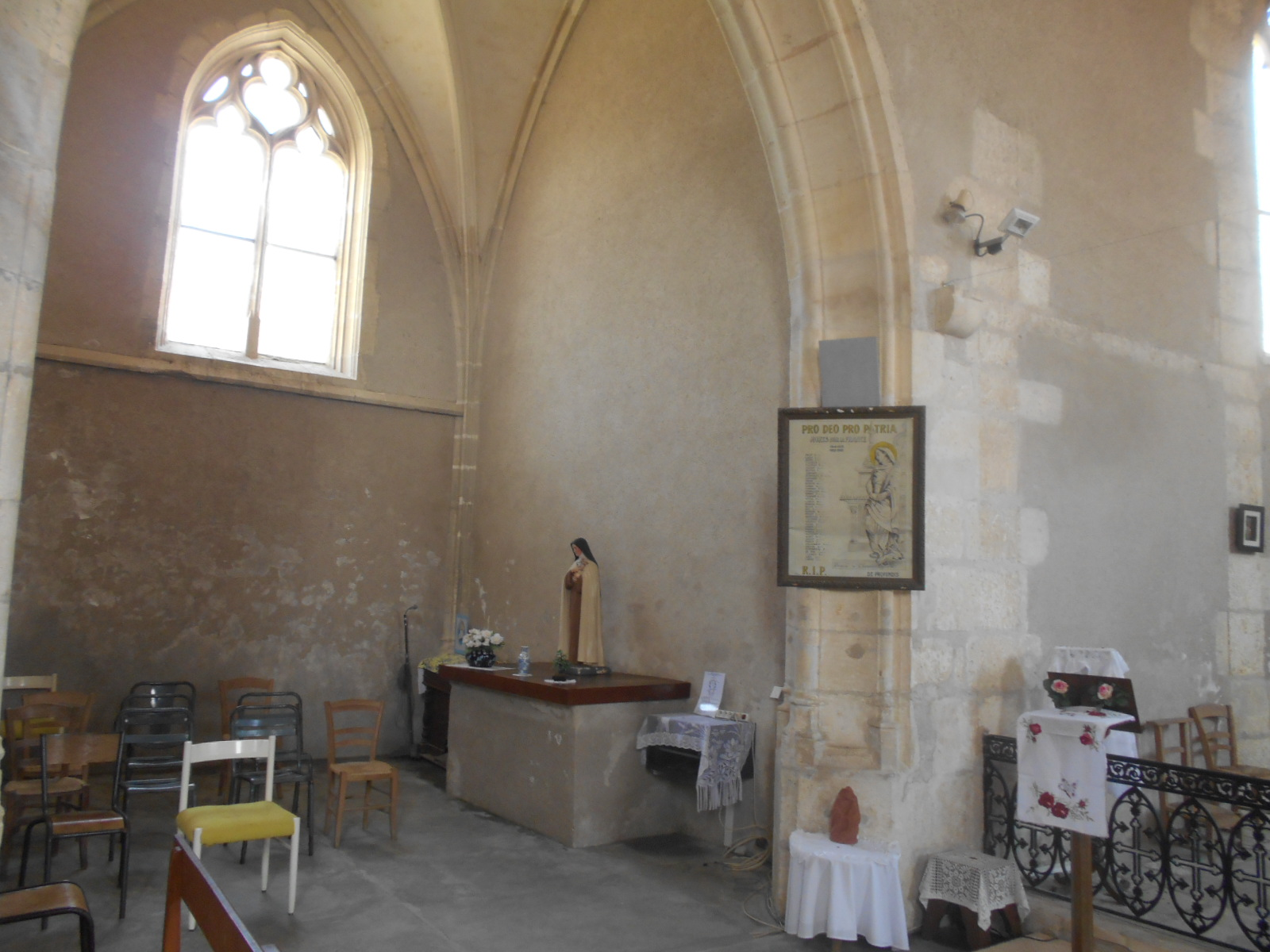
Chapelle de l'église de Charentonnay
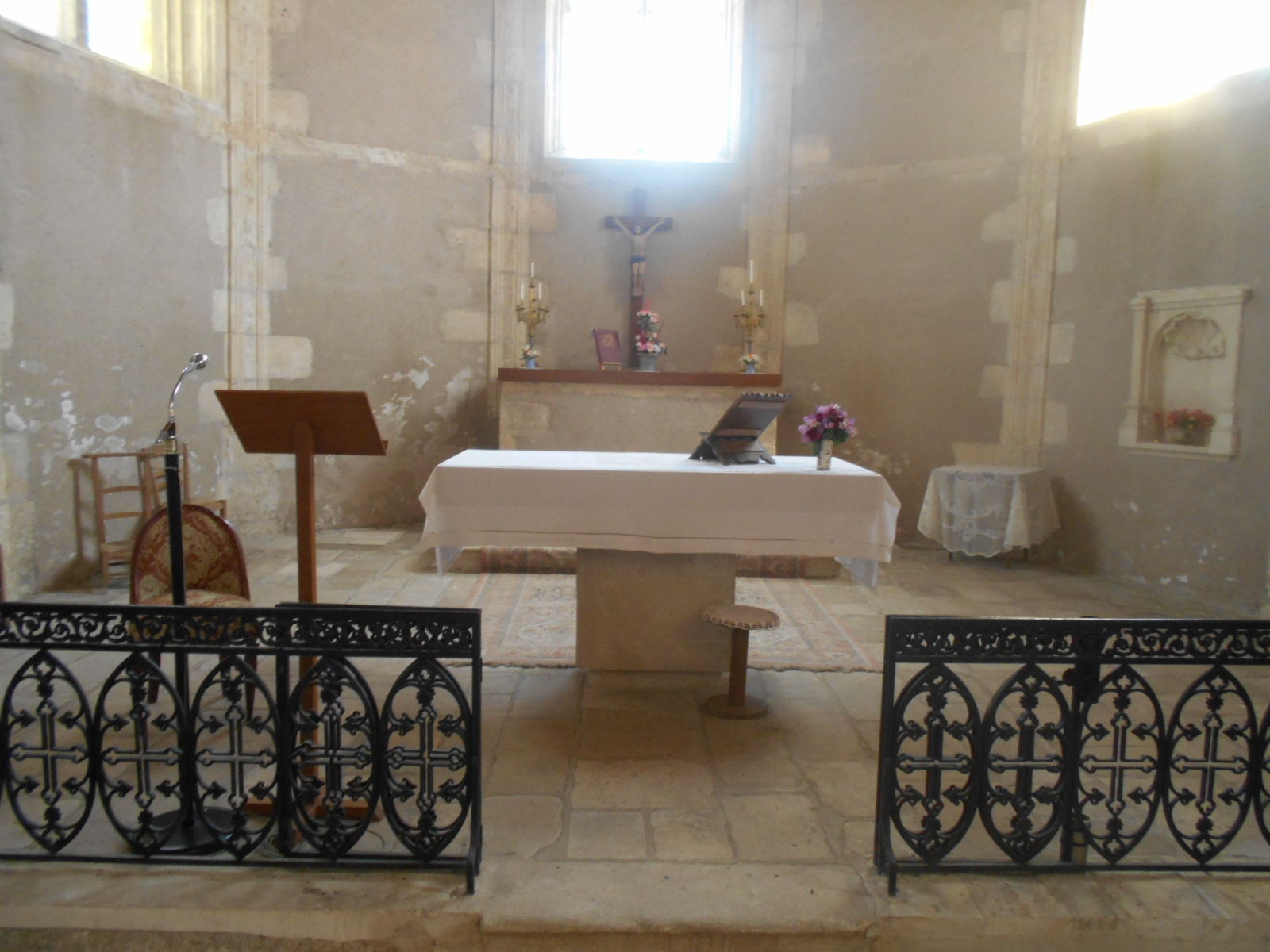
Autel de l'église de Charentonnay

#### Le lavoir
Situé en léger contrebas du village, il est construit en pierres calcaires et sa charpente en chêne supporte une couverture en ardoises. Le terrain étant d’une nature extrêmement perméable, le débit de la source qui alimente le lavoir-abreuvoir n’est pas suffisant à certaines périodes de l’année. C’est pour cette raison, que ses ingénieux constructeurs ont imaginé un édifice capable de recueillir l’eau de pluie. La solution est directement inspirée des constructions romaines dont quelques lavoirs du pays sont dotés. Le principe est simple : la couverture (le Compluvium) est percé en son centre afin que l’eau de pluie se déverse dans le bassin à ciel ouvert (l’Impluvium).
A Charentonnay, le lavoir faisait également office d’abreuvoir.

#### Autres monuments
- L'église paroissiale
- Le monument aux morts

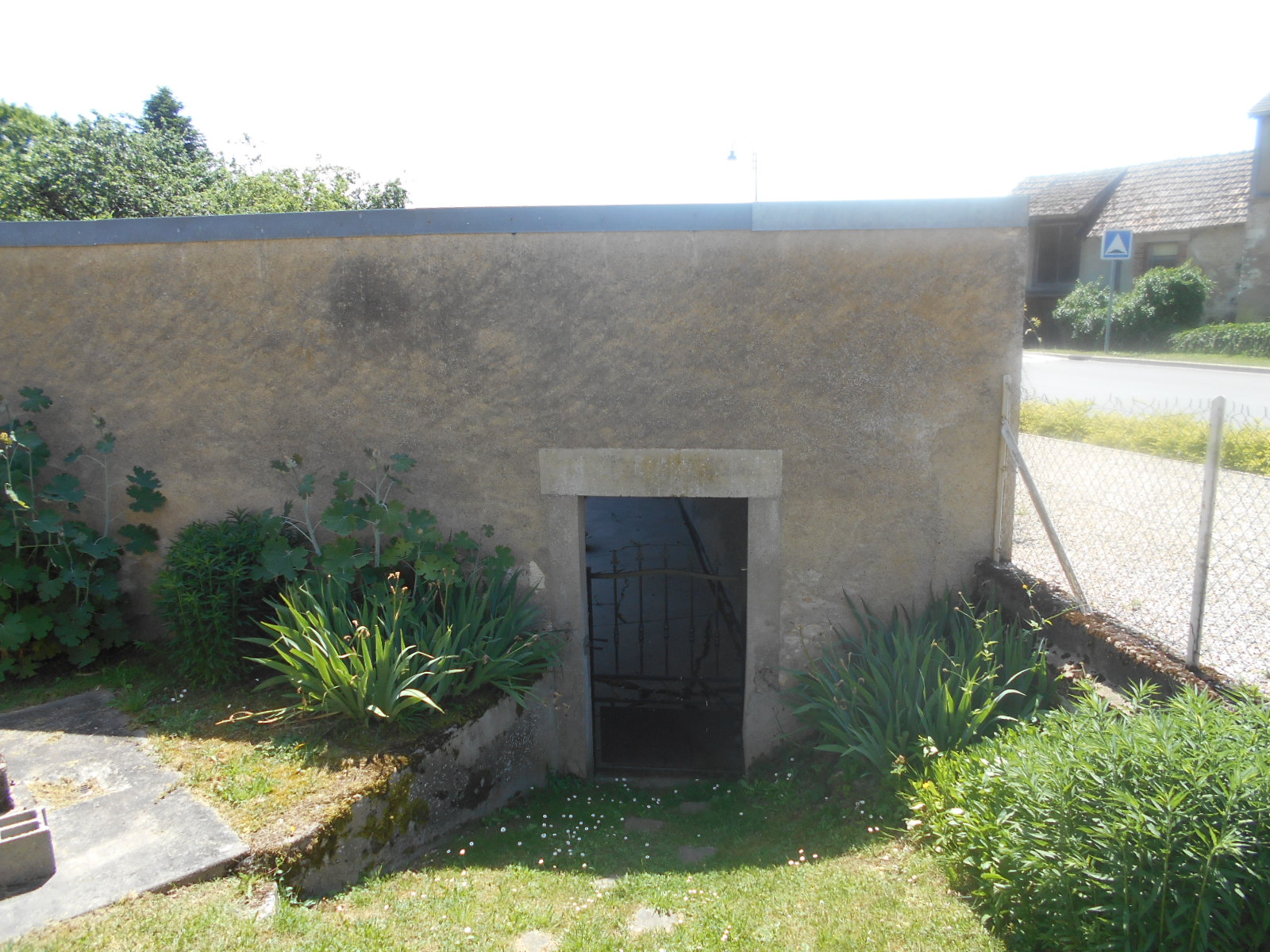
Lavoir de Charentonnay
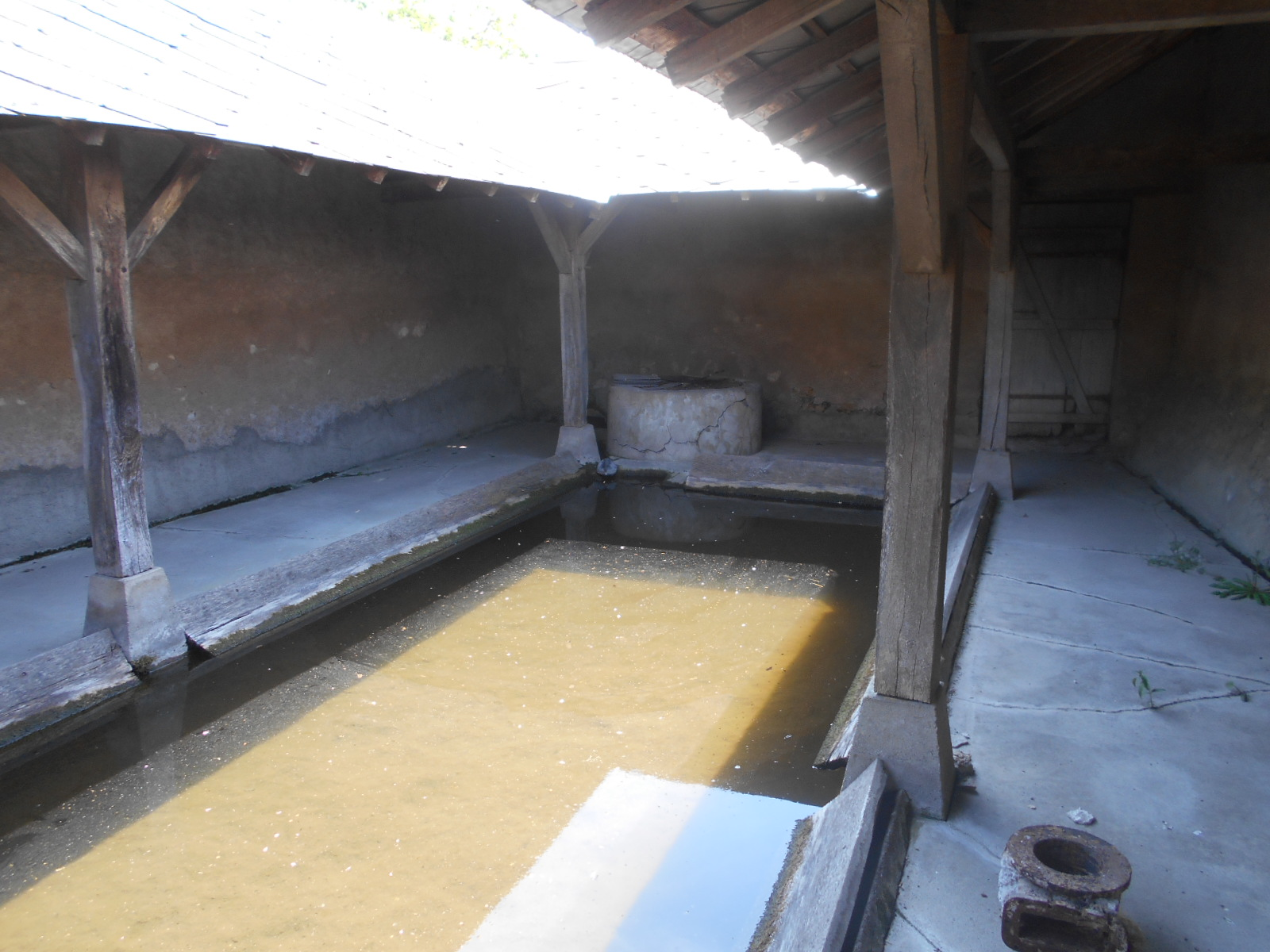
Intérieur du lavoir
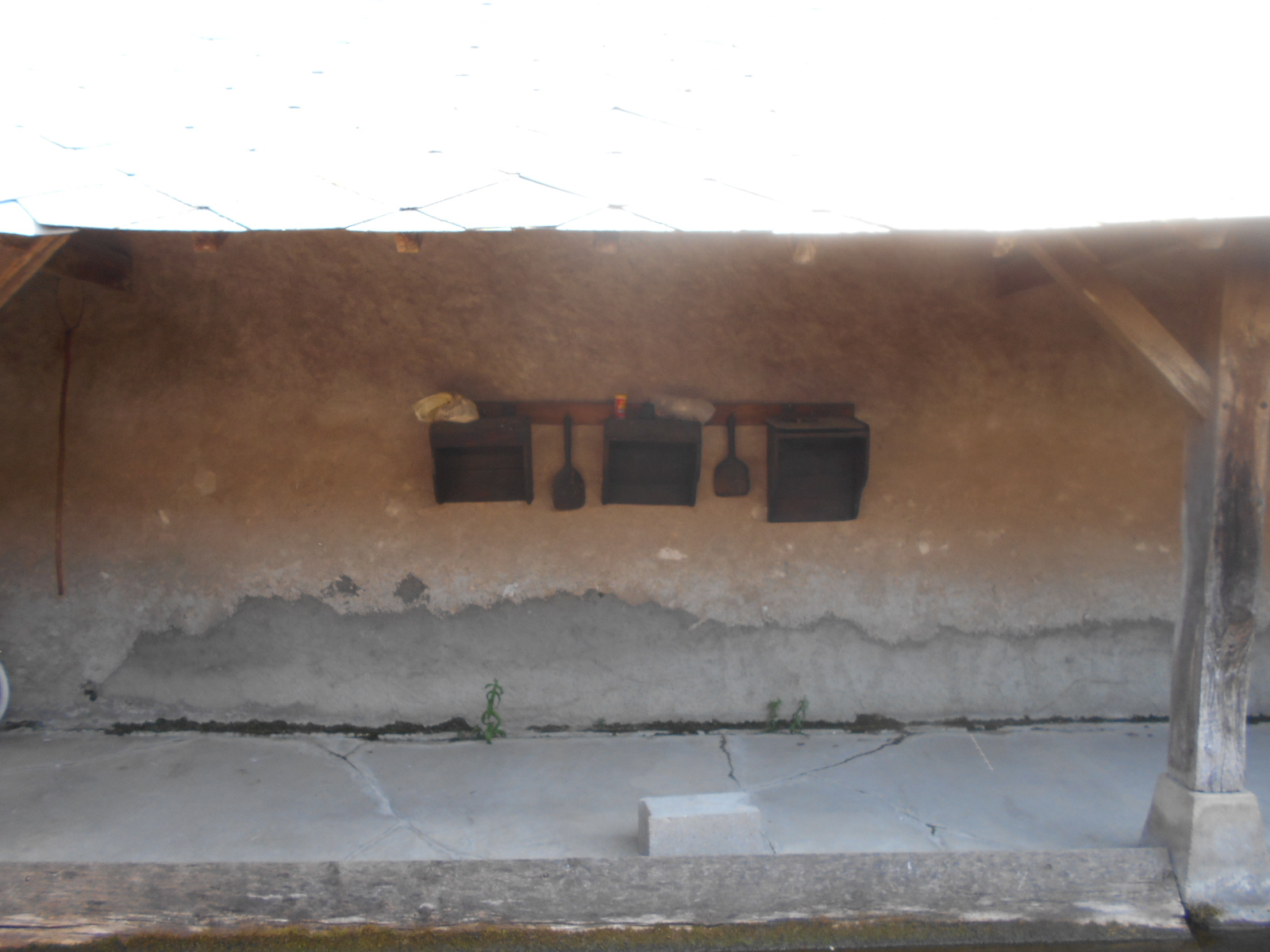
Ustensiles du lavoir
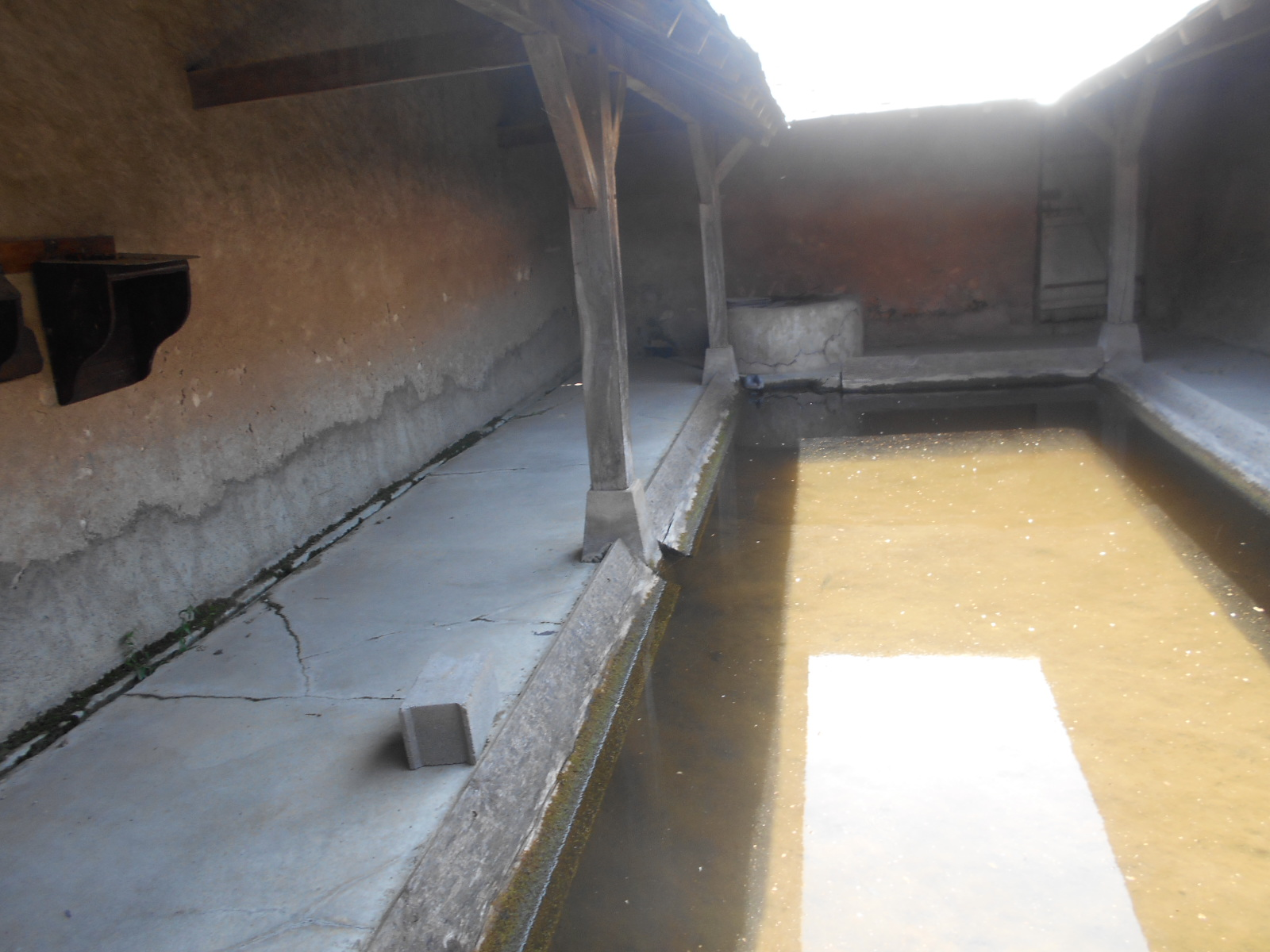
Autour du lavoir

### Héraldique
|  | Charentonnay possède des armoiries dont l'origine et le blasonnement exact ne sont pas disponibles. |